# Casa Vanna Venturi
La casa Vanna Venturi es una de las primeras obras destacadas de la arquitectura posmoderna. Está situada en Chestnut Hill, a las afueras de la ciudad de Filadelfia (EE. UU.). Fue diseñada por el arquitecto Robert Venturi para su madre, Vanna Venturi, y construida entre los años 1962 y 1964. La casa fue vendida en 1973 adquiriendo desde entonces un carácter privado. Cuenta con cinco habitaciones y unos 30 pies (9 m) de altura desde el nivel del suelo hasta la parte superior de la chimenea. Tiene una fachada monumental, efecto que se consigue mediante la manipulación intencionada de los elementos arquitectónicos que indican la escala de un edificio. El historiador de la arquitectura Vincent Scully lo describió como "el más grande pequeño edificio de la segunda mitad del siglo XX".

## La clienta y el arquitecto, madre e hijo
En 1962, la señora Vanna Venturi encargó a su hijo, el entonces joven y prometedor arquitecto, Robert Venturi, el proyecto de una casa en Chestnut Hill (Filadelfia). Esta casa, aun siendo una de sus primeras obras, es compleja y contradictoria tanto en sus aspectos formales como funcionales y pronto vino a ser una plataforma desde la cual Venturi alcanzó un reconocimiento internacional. La casa Vanna Venturi ha servido de referente a la arquitectura contemporánea.
El diseño de la "Casa de la Madre", como Robert la denomina con frecuencia, se vio afectada por las ideas de Vanna como clienta, cuyas necesidades había que cumplir, y también como madre que ayudó a desarrollar el talento y la personalidad del arquitecto. Vanna era feminista, socialista, pacifista y vegetariana, con una vida intelectual activa. Nació de padres inmigrantes italianos en Filadelfia en 1893.

## Junto a una casa delsigloXIX
En 1959, Robert, el padre del arquitecto, murió, dejando a su esposa el dinero suficiente para construir la casa y vivir cómodamente. Los diseños para la casa de Robert, Jr. fueron evolucionando a lo largo de cuatro años, pero el arquitecto tuvo solo dos desacuerdos fundamentales con su clienta. Cuando el trabajo estaba cerca de tres cuartos completo, miró a la tradicional casa decimonónica contigua y comentó "Oh, ¿no es esa acaso una casa hermosa?". También rechazó el suelo de mármol en el comedor, por considerarlo ostentoso, pero finamente cedió ya que la casa estaba a punto de ser terminada. 
Junto a la Casa del Gremio, un edificio de apartamentos para la tercera edad, que también se realizó en 1964, el Vanna Venturi House fue la primera obra de Venturi como arquitecto independiente. Cercana a los 70 años, Vanna requería que toda su rutina se llevara a cabo en una sola planta, posiblemente con la ayuda de un cuidador. Así, la primera planta contiene todas las habitaciones principales de la casa - el dormitorio principal, un baño completo, sala del conserje, la cocina y una zona de estar / comedor. Ella no conducía, así que no hay garaje. Su hijo, el arquitecto, ocupaba el segundo piso, que tiene un dormitorio / estudio con una gran ventana luneta, balcón privado y un medio baño en el rellano de la escalera . Hay un gran porche lateral y un sótano con amplias áreas de almacenamiento. La casa también fue diseñada específicamente para sus antigüedades y muebles, colección que había reunido durante más de 50 años. Robert vivió en la casa hasta unos meses después de su matrimonio en 1967 con Denise Scott Brown. Vanna Venturi vivió en la casa desde 1964. En 1973 se mudó a una casa de reposo, y murió en 1975. La casa fue vendida en 1973 a Thomas P. Hughes, historiador, escritor y profesor universitario, y su esposa, Agatha, editora y artista. La familia de Hughes sigue manteniendo la casa como una residencia privada.

## Diseño
Vista desde la parte trasera de la casa (al sur). Venturi diseñó la Casa Vanna Venturi, al mismo tiempo que escribió su texto anti-modernista y polémico: Complejidad y contradicción en la arquitectura. Una descripción de la casa está incluido en el libro y la casa se ve como una forma de realización de las ideas en el libro. Afirma:
Los arquitectos ya no pueden permitirse el lujo de dejarse intimidar por el lenguaje puritanamente moral de la arquitectura moderna ortodoxa. Me gustan los elementos que son híbridos que los "puros", en lugar de poner en peligro "claro" distorsionada en lugar de "fácil". Estoy a favor de la vitalidad desordenada sobre la unidad obvia. Incluyó el non sequitur y proclamó la dualidad. 
Muchos de los elementos básicos de la casa son una reacción contra los elementos arquitectónicos modernistas estándar: la cubierta a dos aguas en lugar de tejado plano, el énfasis en la chimenea central, una planta baja cerrada "establecida firmemente en la tierra" en lugar de las columnas modernistas y paredes de cristal que abren la planta baja. En el alzado frontal del frontón roto o dos aguas y un arco aplique puramente ornamental refleja un retorno a la arquitectura manierista y el rechazo del modernismo. Así, la casa es una ruptura directa de la arquitectura moderna, diseñado con el fin de desestabilizar y contradecir la estética modernista formal.
En esta obra Venturi materializa sus teorías de Complejidad y Contradicción, utilizando recursos netamente posmodernos como el collage, la cita, e incluso la ironía; por ejemplo: la chimenea desviada del eje, la cita a un frontis griego en la fachada, etc. La casa tiene una apariencia unitaria, incluso sencilla y simétrica. Sin embargo, entre esa apariencia y su centro compositivo se establecen toda una serie de alteraciones, cambios geométricos e itinerarios insospechados. Su concepto unitario no es, a pesar de todo, un instrumento historicista, sino, como él mismo afirmó, la comprensión de la silueta como un todo. Representa en forma simplificada la imagen de casa que poseemos en la memoria. Robert Venturi solía decir: " La Casa... es Casa". El mismo rescata la Cultura Popular urbana, debido a que la volumetría de la casa, reproduce un modelo aceptado popularmente de casa.
Vista desde el lado (sureste). El sitio de la casa es plano, con un largo camino que conecta a la calle. Venturi colocado las paredes paralelas de la casa perpendicular al eje principal del sitio, definida por el camino de entrada, en lugar de la colocación habitual a lo largo del eje. Inusualmente, el aguilón se coloca en el lado largo del rectángulo formado por la casa, y no hay dos aguas a juego en la parte trasera. La chimenea se destaca por la habitación colocado en posición central en el segundo piso, pero la chimenea real es pequeña y descentrada. El efecto es el de ampliar la escala de la pequeña casa y hacer la fachada parece ser monumental. Los efectos de aumento de escala no se transfieren a los lados y parte trasera de la casa, por lo que la casa parece ser tanto grandes como pequeños desde diferentes ángulos. La chimenea central y la escalera dominan el interior de la casa. Dos elementos verticales - la chimenea y la escalera - compiten, por así decirlo, para la posición central. Y cada uno de estos elementos, uno esencialmente sólido, el otro esencialmente vacío, entran en conflicto. La escalera se contrae repentinamente su anchura y distorsiona su camino a causa de la chimenea. Los temas de escala, la contradicción y la "fantasía" - "No inapropiados a una casa individual," se puede ver en la parte superior de la escalera, que parece ir a la segunda planta de un tercer piso inexistente. Por un lado, se va a ninguna parte y es caprichosa. El cambio de escala de la escalera en esta planta contrasta aún más con que el cambio de escala en la otra dirección en la parte inferior. La casa fue construida con contradicciones intencionales formales arquitectónicas, históricas y estéticas. Venturi ha comparado la fachada icónica de "un dibujo infantil de una casa". Sin embargo, él también ha escrito, "Este edificio reconoce complejidades y contradicciones: es a la vez complejo y simple, abierto y cerrado, grandes y pequeños, algunos de sus elementos son buenos en un nivel y mal en otro, su orden se adapta a los elementos genéricos y de la casa en general y los elementos circunstanciales de una casa en particular". 

## Espacios
Pequeña, pero a la vez de escala grande, sus espacios son muy complejos, tanto en su forma, como en sus relaciones.
El acceso es difícil de identificar, es decir, se evidencia un típico porche de entrada, pero no el acceso, el cual se encuentra en los laterales del mismo.
La planta Baja contiene vestíbulo de acceso, estar comedor, cocina, dos dormitorios y baño. En planta alta, cuenta con un estudio, un pequeño núcleo sanitario y dos ámbitos para guardar.
Simplemente una casa de dos aguas. El acceso al centro de la vivienda, larga, tiene un pequeño atrio, donde en la parte lateral se encuentra en la puerta de entrada. Una puerta igualmente larga de dos hojas, con una ventana de vidrio, a través de la cual se puede ver el interior. El atrio está rematado por una viga horizontal que se ve en toda su longitud, que traspasa la abertura central. Un arco en lo alto se sobrepone a la viga, como un segundo remate del acceso.
El triángulo del frente formado por las dos aguas de la cubierta es cortado en dos mitades por un vacío vertical. El arco también es dividido en dos partes. Sólo la viga sigue sin cortes, aunque es interceptada por el arco.
Por atrás del corte en el frente, sube un volumen ortogonal del dormitorio superior. Una prolongación de la longitud del atrio, que antes era vacío ahora se vuelve un lleno. La punta de la chimenea asimétrica corona el volumen. La asimetría es reforzada por las distintas posiciones de las ventanas. Una ventana larga y horizontal en la cocina. En el dormitorio, una amplia ventana cuadrada dividida en cuatro cuadrados menores. En el baño, otro cuadrado. Dos líneas horizontales, una fina y otra más gruesa, une las tres ventanas.
En la fachada posterior, el arco lineal que intercepta la viga, se constituye en una escuadría: la ventana y la puerta del dormitorio superior. De la línea al plano. Su volumen se desfasa con la inclinación de la cubierta. El frente, antes cortado verticalmente y dividido en dos, ahora es cortado horizontalmente en la altura de la viga que también se desfasa. El plano inferior se transforma en un objeto trapezoidal. La parte de arriba se retrae, dando lugar a una pequeña baranda. El triángulo superior es subdividido por el volumen predominante de la chimenea asimétrica.
En la parte baja la escalera se amplía facilitando la función de asiento, pero en su último tramo sigue un curso caprichoso hacia ninguna parte, ya que no alcanza punto de llegada alguno, perdiendo toda relación funcional para convertirse en un elemento extravagante y carente de cometido práctico más que el de servir para limpiar algunas ventanas y guardar objetos en el depósito.

## Estructura
Mampostería de ladrillo revocado, tanto exterior como interior, cubierta de chapa y entrepisos de enlistonados de madera.

## Barrio
Chestnut Hill es un barrio residencial ubicado dentro de los límites de Filadelfia. Se estableció por primera vez en el siglo XVIII temprano y todavía tiene muchos edificios de piedra de la época. En la segunda mitad del siglo XIX, muchas mansiones victorianas se construyeron en la zona. Varias residencias a pocas cuadras de la Casa Vanna Venturi fueron diseñados por arquitectos de renombre. Todo el barrio es parte del Chestnut Hill Historic District en el Registro Nacional de Lugares Históricos .
La Cámara Houston-Sauveur, construido en 1885 por los arquitectos GW y WD Hewitt , es una de las muchas mansiones victorianas en la vecindad inmediata. Cerca arquitectura moderna con Louis Kahn 's Esherick casa y una casa en el estilo internacional diseñado por el Día de Kenneth. Un poco más lejos está Cherokee Village, un complejo de apartamentos de 104 unidades diseñadas por Oscar Stonorov en la década de 1950. Venturi trabajó en este proyecto como dibujante. Otras dos casas diseñadas por Stonorov, y la casa de la pareja de mucho tiempo de Venturi, John Rauch, se encuentran cerca del complejo de apartamentos.
El Esherick y Vanna Venturi Casas, invitan a la comparación, ya que fue construido en dos años ya una cuadra de la otra por los mejores arquitectos del siglo 20 o conocidos de Filadelfia. En la proporción en el edificio de Kahn y la simetría se unen juntos del edificio, en Venturi de los elementos de los edificios aparecen como fragmentos de un todo. La Casa Esherick parece desprovista de adornos, la Casa Venturi tiene un gran arco, puramente ornamental en la fachada. El Esherick House es esencialmente simétrica, pero la Casa Venturi contradice simetría básica con ventanas asimétricas.

## Reconocimiento
En 1989 la casa ganó el prestigioso premio de veinticinco años, otorgado por el Instituto Americano de Arquitectos para un solo proyecto cada año que ha "resistido la prueba del tiempo por 25 a 35 años." Dos años más tarde Venturi fue galardonado con el Premio Pritzker de Arquitectura por el trabajo que "se ha producido contribuciones consistentes y significativas a la humanidad ... a través del arte de la arquitectura". En 2005, el Servicio Postal de los Estados Unidos ofreció la casa en un sello de correos en una serie de "Doce obras maestras de la arquitectura moderna de Estados Unidos". Los modelos de madera de la casa de cartón y de Venturi, en varias etapas de diseño, se encuentran en la colección del Museo de Arte Moderno de Nueva York. En 2012 Vanna Venturi House fue galardonado con el AIA Philadelphia Landmark Building Award 2012. La casa se incluirá en una nueva televisión y producción web viene a PBS en abril de 2013: "10 edificios que cambiaron América".

## Planimetría

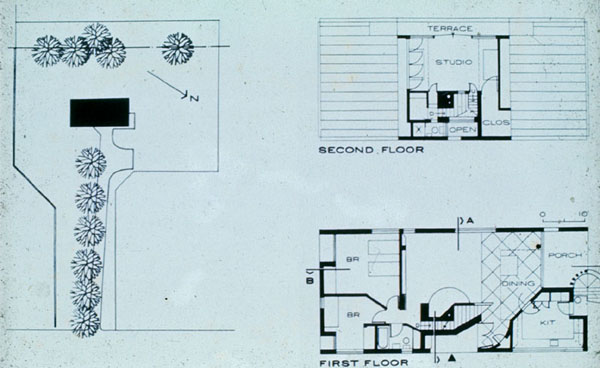
Emplazamiento y planta
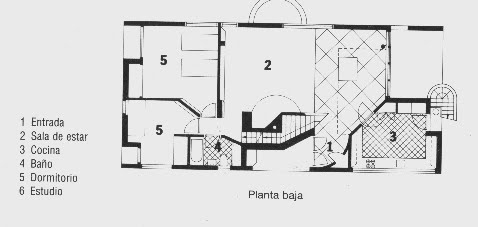
Planta baja
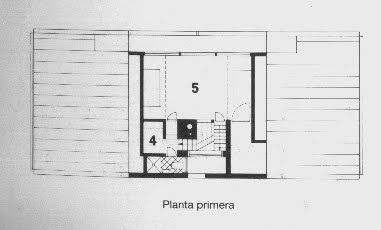
Planta primera
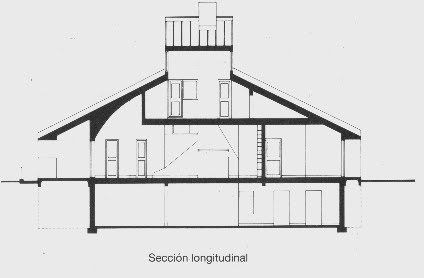
Sección longitudinal
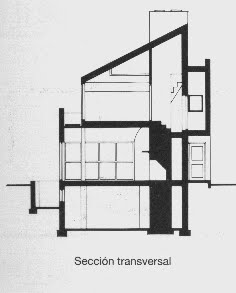
Sección transversal
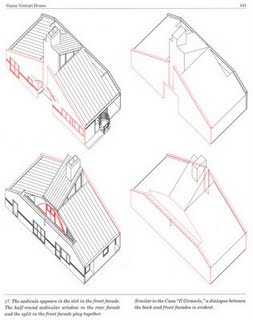
Axonometría